# Hampstead (Quebec)

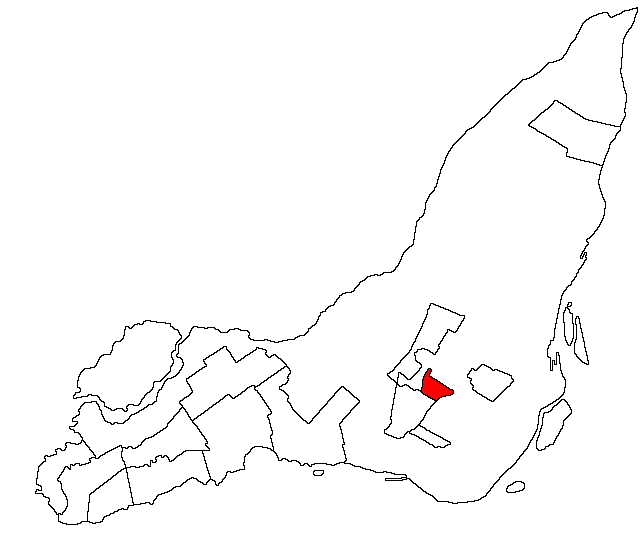
Hampstead na mapie wyspy Île de Montréal

Hampstead – miasto w Kanadzie, w prowincji Quebec, w regionie Montreal. Leży w obszarze metropolitarnym Montrealu.

## Historia
Miasto Hampstead zostało założone w 1914 roku. Zostało zaprojektowane tak, aby było w nim jak najwięcej zieleni. Domy były umieszczane na względnie sporych działkach, aby mieszkańcom zapewnić miejsce na własne ogrody. Ulice posiadają wiele zakrętów, co miało na celu zmniejszenie na nich ruchu oraz stworzenie ciekawego krajobrazu. Pomimo raczej płaskiego ukształtowania terenu — spora część miasta była kiedyś polem golfowym — zostało ono nazwana po innym "mieście ogrodowym", pagórkowatej londyńskiej dzielnicy Hampstead.
Miasto zostało 1 stycznia 2002 roku wcielone do Montrealu i utworzyło (razem z dwoma innymi wcielonymi miastami: Côte-Saint-Luc i Montréal-Ouest) nową dzielnicę miasta Montreal - Côte-Saint-Luc—Hampstead—Montréal-Ouest. 20 czerwca 2004 w referendum przegłosowano odłączenie od metropolii i w wyniku tego 1 stycznia 2006 roku powstało ponownie miasto Hampstead (podobnie Côte-Saint-Luc i Montréal-Ouest odłączyły się od Montrealu, tworząc osobne miasta).

## Demografia
Liczba mieszkańców Hampstead wynosi 7 153. Język angielski jest językiem ojczystym dla 61,2%, francuski dla 18,8%, hebrajski dla 2,7%, rumuński dla 1,6%, hiszpański dla 1,6%, rosyjski dla 1,6%, jidysz dla 1,5%, arabski dla 1,2%, perski dla 1,1%, tagalog dla 1,0% mieszkańców (2011).

## Współpraca
- Kirjat Szemona, Izrael